# الحرب الأهلية التونسية (1746-1756)
الحرب الأهلية التونسية والتّي عرفت باسم الحرب الباشية-الحسينية الثانية هي صراع حدث في تونس بين سنتي 1746 و1756 في فترات متفرقة بين أفراد من السلالة الحسينية في تونس وحلفائهم من قبائل ومدن تونس لافتكاك السلطة، شهدت الحرب ثلاثة أحداث أساسية آخرها حصار تونس و إعدام علي باي تونس.

## الخلفية
دخلت تونس فترة طويلة من الحرب الأهلية بين حزب الباشية و حزب الحسينية إنتهت بانتصار علي باشا و إعدام الحسين بن علي, ثم بعد تنسيق الأمور في تونس دخل علي باشا يوم 7 سبتمبر 1740 ليصبح بايا على تونس. أثناء ذلك سير علي باشا وابنه يونس البلاد بقبضة من حديد وبكثير من الصرامة. بل إنهما تورطا في التجاوزات والابتزاز وارتكبا المظالم فقتلا بالعشرات أتباع حسين بن علي بتونس، وسوسة وفي القيروان. وبعدهم قتلوا غيلة ضباطا كانوا انتدبوهم بتكاليف باهظة من أنحاء مختلفة من الخلافة العثمانية بدعوى تنويع تركيبة عسكر الديوان. أما أبناء الحسين بن علي: محمد و محمود و علي فقد لجأوا للجزائر.

## الحرب

### حملة الكاف (1746)
و في عام 1746، نجح أبناء الحسين بن علي في إقناع حكام الجزائر بتسليمهم جيشا، و وصلوا إلى الكاف يوم 10 ماي، و انضم لهم بدو شارن و الحنانشة، لكن بإغرائات من علي باشا مستندا إلى صديقه باي قسنطينة، إنسحب الجيش الجزائري و خذل الحزب الحسيني. و في طريق عودته توفي محمود بن حسين و نجا محمد من أيادي باي قسنطينة و استأجر بالجزائر، ٱما علي فقد لجأ لقبائل شرق الأوراس.

### ثورة يونس بن علي (1752)
عندما أحس يونس ابن علي باشا أن والده بدأ يميل الى أخويه غير الشقيقين: محمد و سليمان، أغضبه ذلك و هو من قاد الجيوش و أعدم الحسين و كان سببا في انتصار حزب الباشا، فأعلن العصيان و ثار على والده، فحاصره والده في العاصمة بفيالق الجند التي ضلت على ولائها لعلي، حتى اضطر ان يلجأ للجزائر، لكنه مات بمرض في سجن صديق والده باي قسنطينة.

### حصار تونس (1756)
بعد جهود طويلة اقنع أبناء الحسين باي الجزائر الجديد كي يعطيهم جيشا، يضم فيلقا بقيادة حسن باي قسنطينة و فيلق يضم منشقين تونسيين يقوده محمد بن حسين بن علي و فيلق يضم عرب دريد و الحنانشة و غيرهم بقيادة علي بن الحسين. مضت هذه القوات و استولت على الكاف في جوان 1756، و رغم احتجاج محمد نهب الجزائريون المدينة. و عندما علم بمجيئهم تمركز علي باشا في القصبة, حوصرت تونس و دُكّت حصونها من كل الهضاب و سقطت المدينة و نُهبت شهرا، إلا القصبة التي ضل بها علي، لكن قرر علي ان يهرب لباردو من باب يدعى "غدر" لكن الباب تُرك مفتوحا، فرآه المحاصرون و انطلقت مطاردة انتهت بأن قبض عليه الحنانشة، قُتِل ابنه محمد خلال الإشتاباكات أما علي نفسه، فبعد مشاورات بين حسن باي قسنطينة و برمق ساز داي الجزائر، قُتِل خنقاً بأوامر الحسن يوم 25 سبتمبر 1756 و سُلم في نفس اليوم إلى عائلته كي يُدفن.

## العواقب
ثأر محمد و علي ابني الحسين لأبيهما، لكن البلاد صارت خربة، دمرت الكاف و تونس و باردو و تم نهبها بالكامل حتى حلي النساء، و لما اعترض محمد بن الحسين رد عليه حسن باي قسنطينة "لا تكسر نفوس الجند" مضيفا أنهم أعادوا له مملكة أبيه.